# Mititei

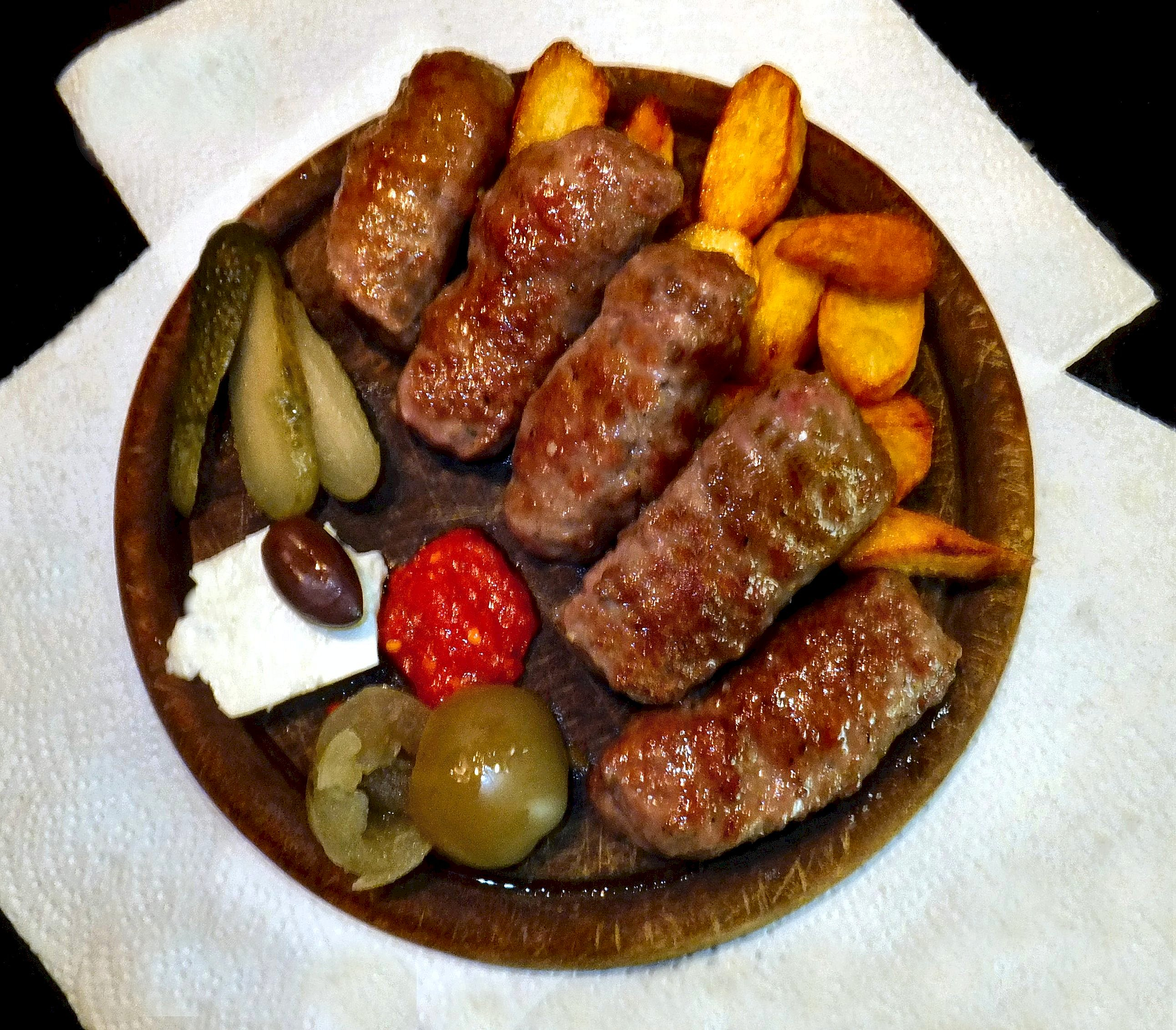
Mititei

Mititei sau mici este un preparat tradițional românesc, un fel de chiftele la grătar, de obicei de formă cilindrică. Micii se aseamănă cu alte produse similare din carne tocată din Balcanii de Vest, ćevapčići, dar și cu unele produse bulgărești, grecești sau turcești. Spre deosebire de acestea, în mititei se adaugă și alte ingrediente, inclusiv bicarbonatul de sodiu, și diferă oarecum forma și mărimea.

## Istorie

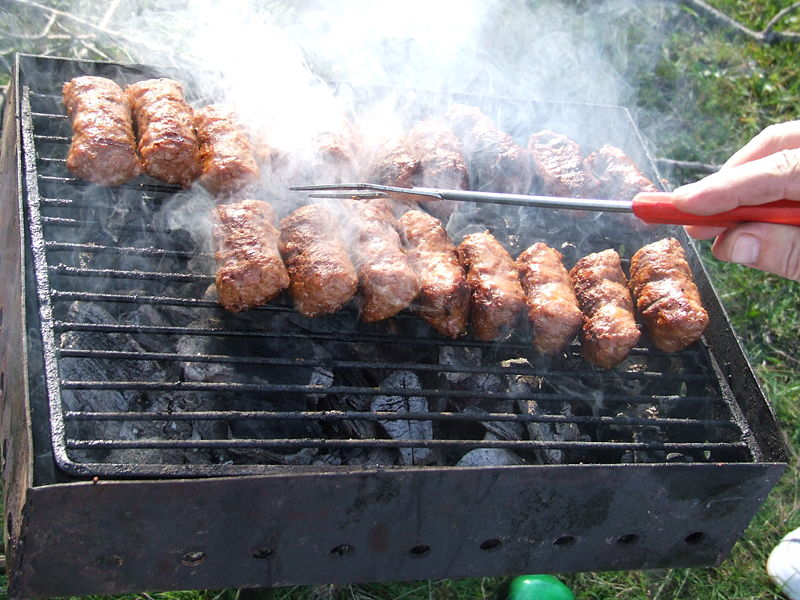
Mititei la grătar

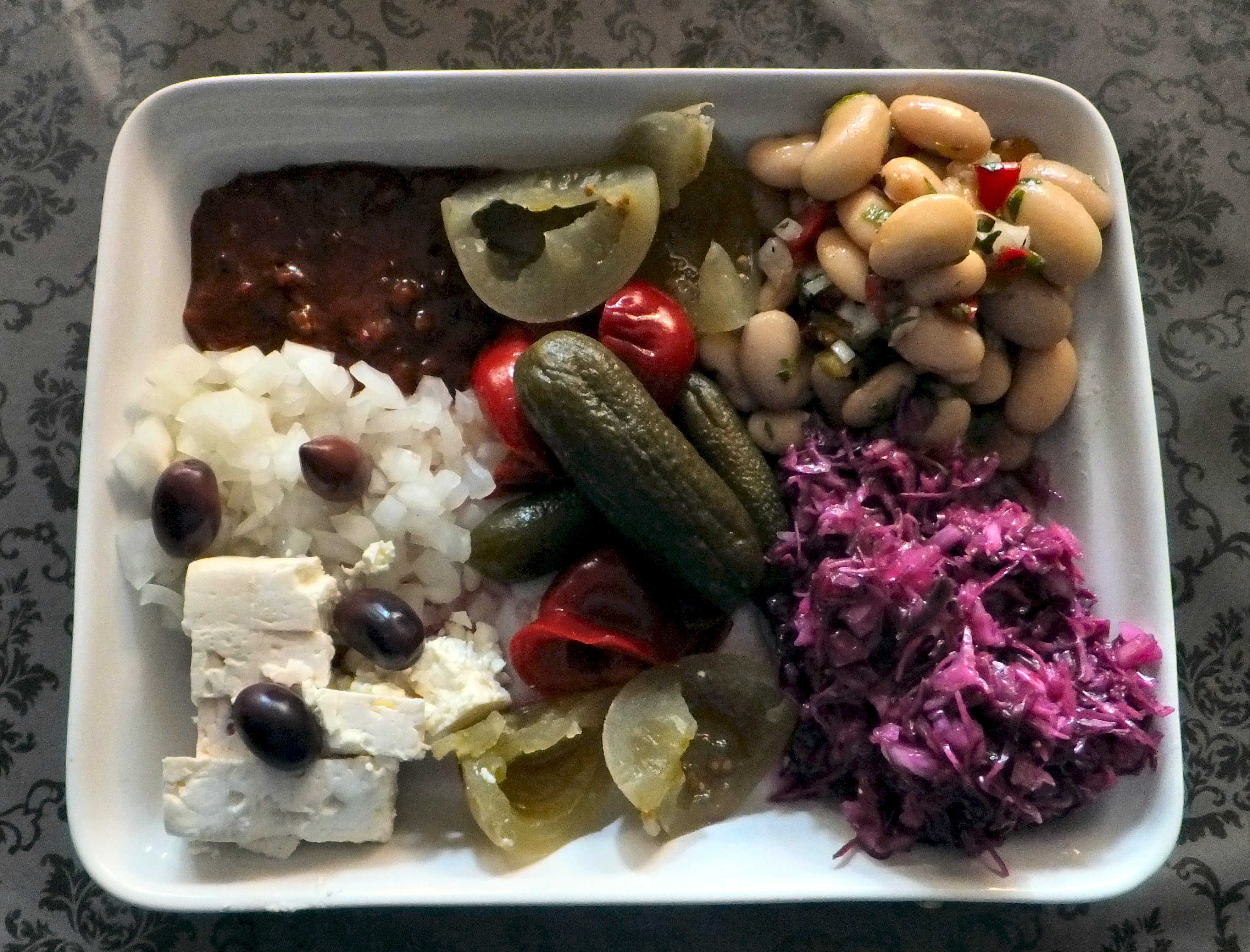
Garnitură la mici

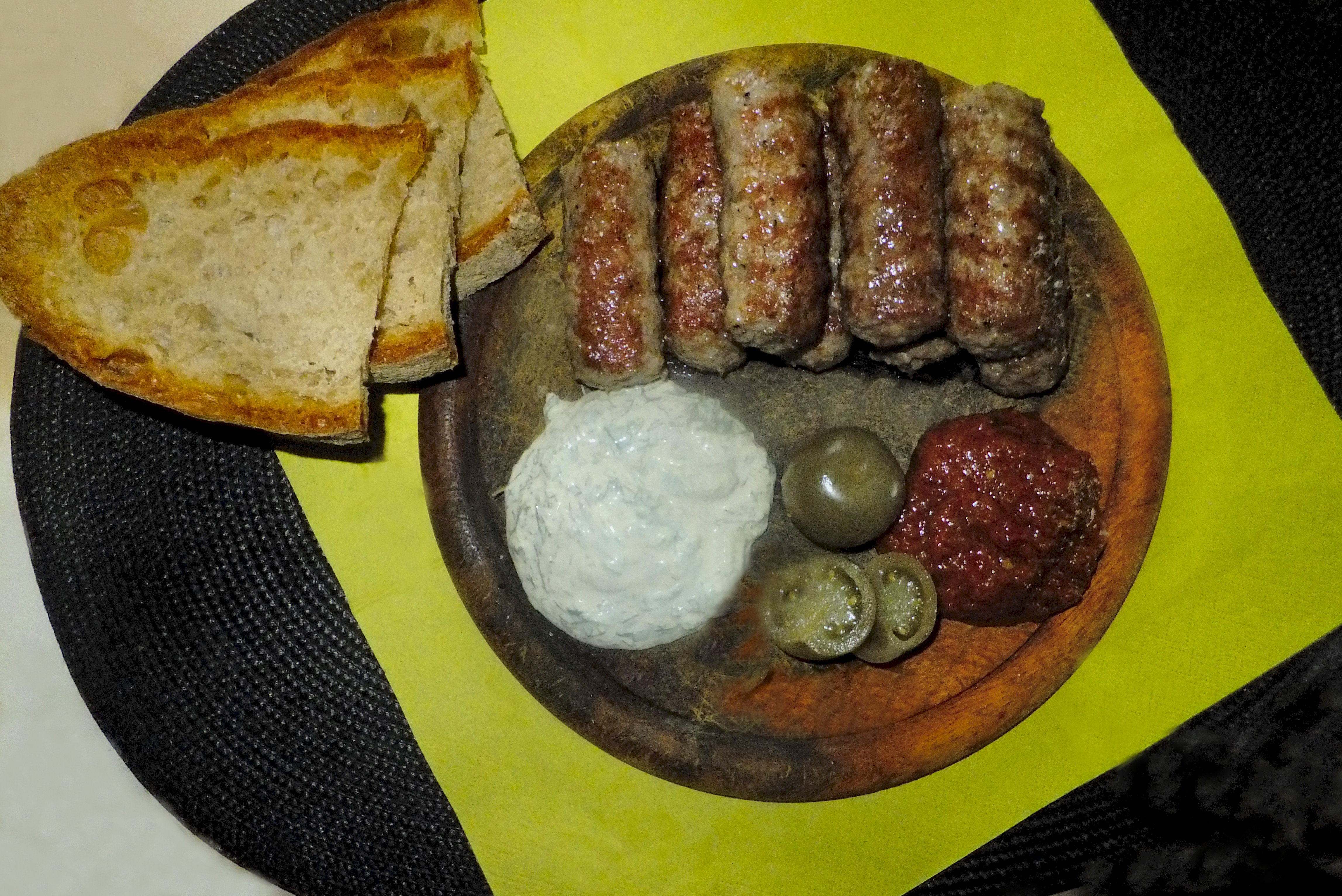
Mici cu carne de miel

Cu toate că rețeta de bază își are originea în Balcani, provenind din Serbia, dar cu influență otomană, dar întâlnindu-se și în Grecia sau Turcia, de unde a fost preluată de bucătăria românească, astăzi mititeii sunt recunoscuți ca fel de mâncare independent.

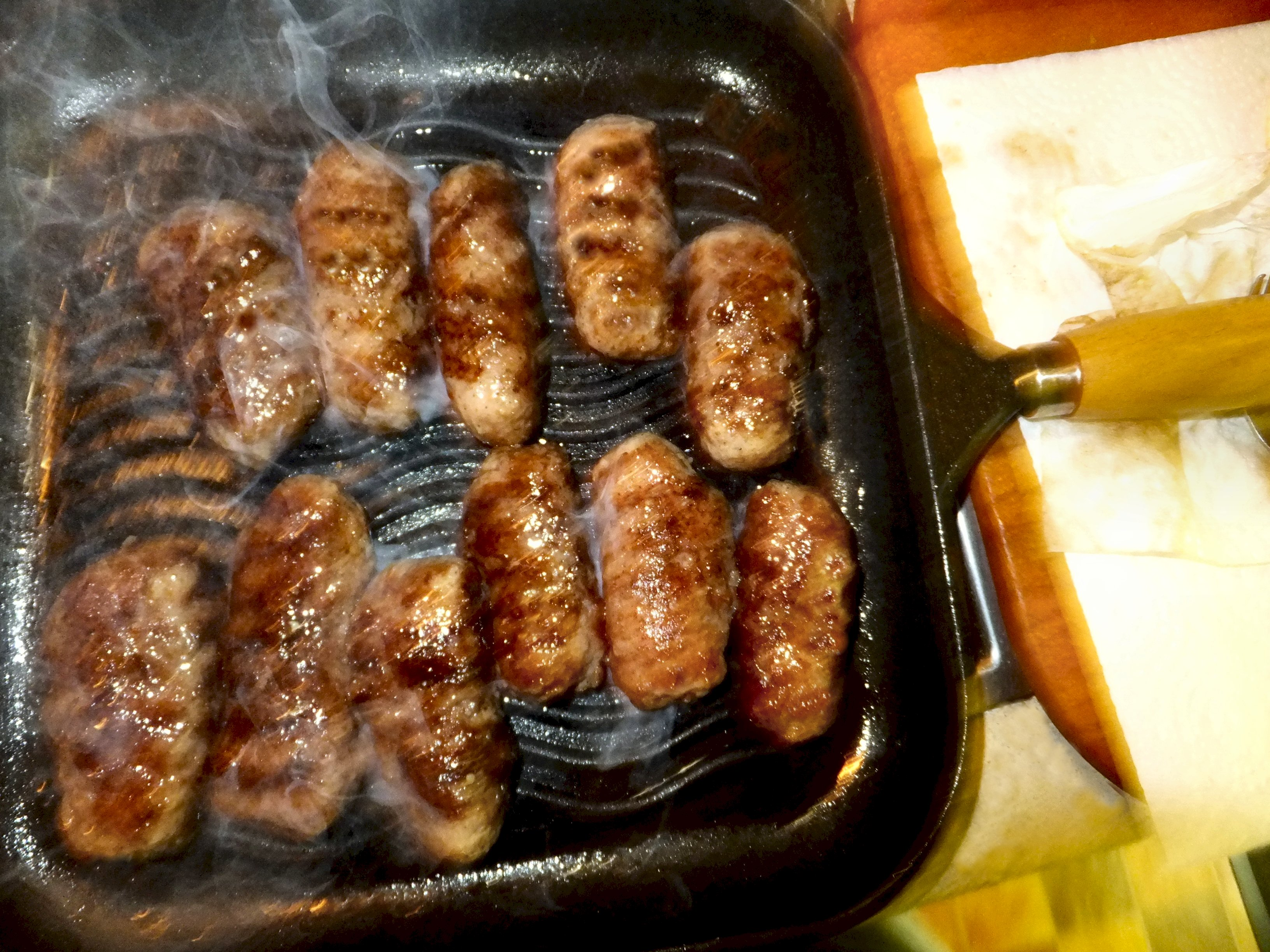
Mici sub foc

O legendă spune că mititeii ar fi fost inventați în secolul al XIX-lea într-o seară la hanul La Iordachi din București, binecunoscut pentru cârnații săi, când bucătăria a rămas fără învelișuri. Dovedit, ei au fost mai întâi oferiți, în 1902, la restaurantul bucureștean Caru(l) cu bere, conținând numai carne de vită. La acea vreme s-a determinat că un kilogram de carne tocată trebuie să conțină cel puțin trei grame de bicarbonat de sodiu.

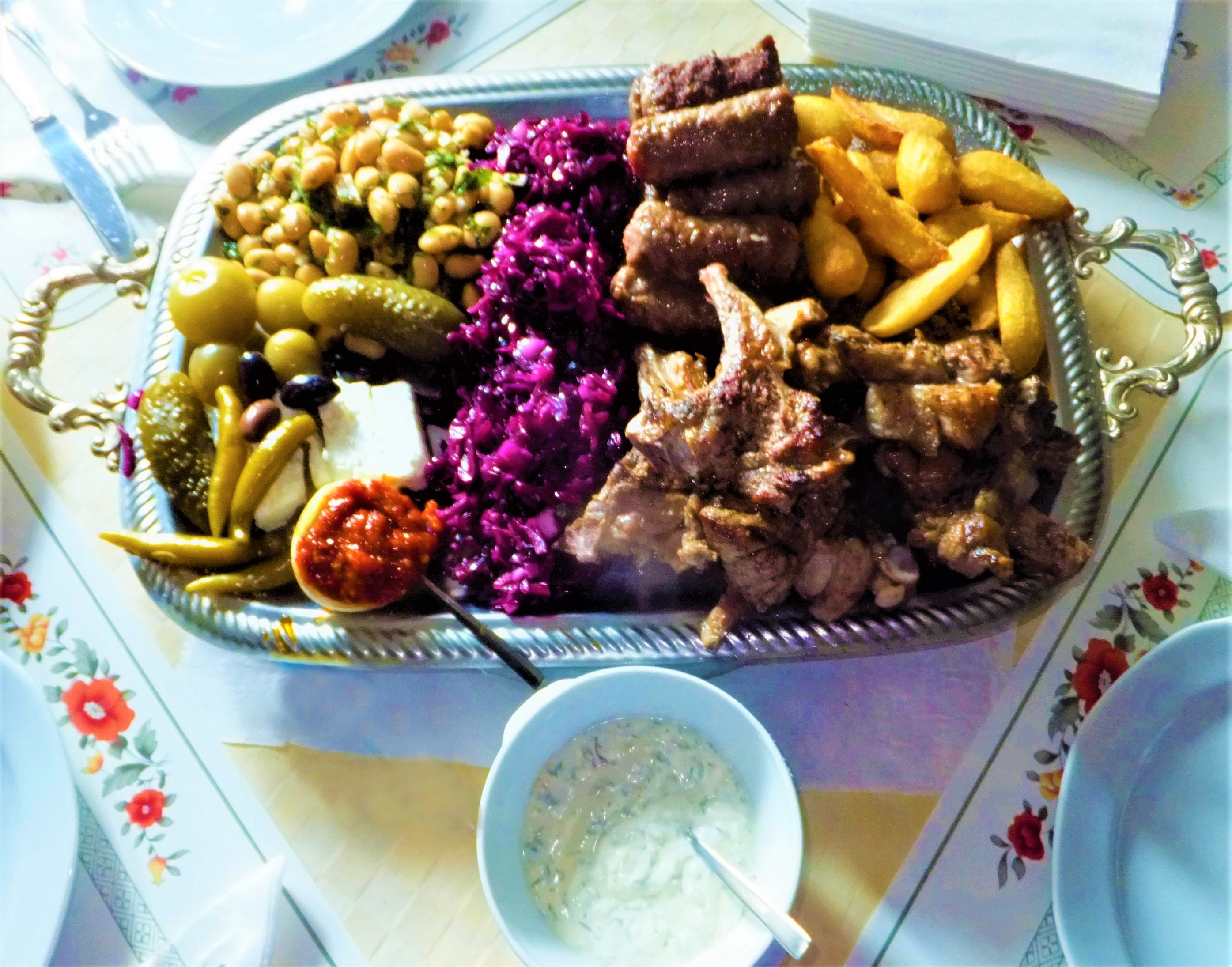
Mixed Grill cu mici

## Rețeta mititeilor
Rețeta mititeilor diferă, după cum deja menționat, de alte specialități balcanice acestui gen. De asemenea se găsesc variații în pregătirea lor în diferitele regiuni ale României. Multe gospodării casnice au propriile lor rețete.

### Ingrediente
Folosirea următoarelor ingrediente se bazează în primul rând pe rețeta restaurantului  pomenit mai sus din anul 1920. Pentru pregătirea cocii este nevoie de: carne (cărniță de vacă de la gât sau de oaie, de asemenea amestecate între ele, dar și cu carne de porc, însă niciodată porc pur), sare și bicarbonat de sodiu, usturoi tăiat mărunt sau mujdei, condimente pisate ca piper negru proaspăt cimbru uscat ienibahar, coriandru, chimion, foarte puțin anason stelat; zeama de carne de vacă, apă minerală, o stropitură zeamă lămâie.

### Preparare
Carnea se dă de două ori prin mașină, pentru a se mărunți cât mai bine. Se fierbe o zeamă din oase de vacă cu măduvă, care se scade bine, din 500 grame de oase la fiece kilogram de carne. Se frământă carnea într-un vas bine, adăugând la început bicarbonatul de sodiu, care se stinge cu zeama de lămâie și apă minerală. Jumătate din zeama de oase și toate celelalte condimente, se adaugă treptat apoi usturoiul sau mujdei respectiv sucul de mujdei. Amestecul se acoperă și se pune la rece câteva ore, după care se scoate, și se mai frământă o data cu restul de zeamă de oase. Mai repede merge procedura cu o mașină de bătut pentru aluat electrică. Se pun din nou la frigider  până a doua zi. Apoi se formează micii, se ung cu untdelemn pe toate pârțile și se lasă să stea la zvântat o oră. Se prăjesc pe foc iute, ungându-se din când in când cu mujdei, așa ca să prindă o crustă rumenă de jur împrejur. Se întoarce fiecare mititel de trei ori, până este prăjit. 
În loc de zeamă de carne se poate lua numai apă minerală. Așa mâncarea are mai puține calorii.
Mititeii se servesc alături de chifle proaspete ori felii de franzelă, cu salată de varză roșie,  murături, telemea, măsline și ciușcă sau după preferință cu muștar.

## Micii în economie

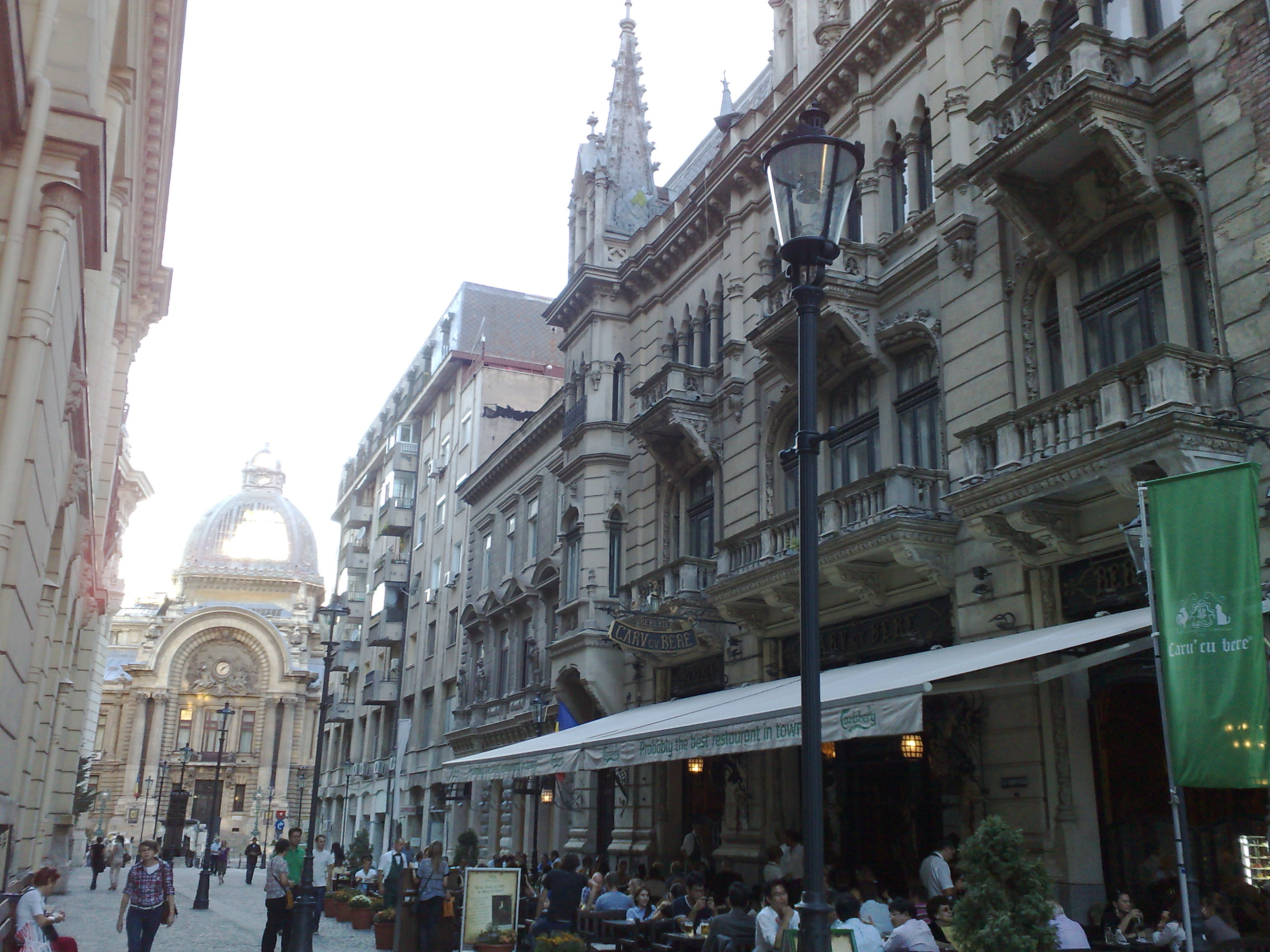
Restaurantul Caru cu bere

În 2012, în România au fost consumate aproximativ 22.000 de tone mititei. Vânzările anuale de mititei produși industrial (global) se ridică la 50 de milioane de euro.
Includerea bicarbonatului (E 500), conservant artificial care nu a fost niciodată autorizat pentru a fi utilizat în preparatele de carne, a dus la probleme privind licențierea producerii de mititei în Uniunea Europeană în 2013, când Comisia Europeană a adoptat un regulament ce interzicea folosirea de aditivi la prelucrarea cărnii tocate.
În urma rugăminții Asociației Române a Cărnii Guvernul României a inițiat o cerere in fața Comisiei Europeane, în care a solicitat preluarea acestei recepturi în lista rețetelor tradiționale. Comisia Europeană a aprobat cererea, rețeta mititeilor fiind inclusă pe lista rețetelor tradiționale, alături de Hamburger și de cârnatul spaniol chorizo.
Folosirea bicarbonatului de sodiu a fost apoi permisă prin derogare în cazul mititeilor, după ce regulamentul CE a fost modificat și publicat în Jurnalul Oficial al UE în 25 iunie 2014, ceea ce a permis atât producerea sa pe plan local în România fără legislație locală separată, precum și exportul lor în celelalte țări ale Uniunii Europene.

## Vezi și
- Ćevapi, un preparat din Balcani.